# Yom Ha'atzmaut
Yom Ha'atzmaut (hebraisk:יום העצמאות, yom hā-‘aṣmā’ūṯ), Israels uafhængighedsdag eller Israels nationaldag, fejrer Den israelske uafhængighedserklæring i 1948. Dagen falder på den femte jødiske måned Ijár. Frihedserklæringen blev foretaget af David Ben-Gurion i Tel Aviv den 14. maj 1948 (5. Ijár, 5708), og dermed endte det britiske mandat i området. Yom Hazikaron kommer altid før, som mindes Israels faldne soldater, den 4. Ijár (udtalt "iijahr")
En officiel ceremoni afholdes hvert år på Herzl-bjerget om aftenen op til Yom Ha'atzmaut. Ceremonien inkluderer en tale af formanden for Knesset (det israelske parlament), en dramaturgisk præsentation, en rituel march af soldater som bærer Israels flag, og former udarbejdede strukturer (såsom en menorah, davidsstjerne og et nummer som viser hvor gammelt Israel er) og belysning af tolv fyr (én for hver af Israels tolv stammer). Hvert år inviteres et dusin israelere, som har gjort noget betydeligt indenfor et område, til at tænde fyrene. Israel-prisen (טקס חלוקת פרס ישראל) uddeles også på nationaldagen.